# 曼苏尔·米尔扎艾哈迈多夫
曼苏尔·济亚耶维奇·米尔扎艾哈迈多夫（俄语：Мансур Зияевич Мирза-Ахмедов；1909年1月13日—1971年5月3日），乌兹别克族，苏联党和国家领导人。曾任乌共（布）安集延州委第一书记、乌兹别克苏维埃社会主义共和国部长会议主席、农业部第一副部长、公共事务部长等职务。

## 生平
- 1908年12月31日（格里历：1909年1月13日）出生于突厥斯坦的一个贫穷的工匠家庭。
- 1926年-1929年，塔什干中亚羊毛加工厂学徒学校学习。
- 1929年-1930年，塔什干中亚羊毛加工厂学徒学校讲师、教师、副主任。1930年加入联共（布）。
- 1930年-1931年，塔什干市区委工会书记。
- 1931年-1934年，乌共（布）塔什干州委宣传部长。
- 1934年-1937年，乌共（布）塔什干区委第一书记。
- 1937年-1938年，克里米亚苏维埃社会主义共和国雅尔塔市乌兹别克斯坦疗养院院长。
- 1938年-1940年，塔什干电影制片厂主任。
- 1940年-1941年6月，乌共（布）塔什干市委人事委员会书记。
- 1941年6月-1943年9月，乌共（布）中央工业委员会书记。
- 1943年9月-1949年，乌共（布）中央人事部书记。1949年毕业于联共（布）中央高级党校。
- 1949年-1956年1月，乌共（布）安集延州委第一书记。
- 1956年1月-1957年12月，乌兹别克苏维埃社会主义共和国部长会议副主席、第一副主席。
- 1957年12月-1959年3月，乌兹别克苏维埃社会主义共和国部长会议主席。
- 1959年3月-1961年6月，乌兹别克苏维埃社会主义共和国农业部第一副部长。
- 1961年6月-1966年7月，乌兹别克苏维埃社会主义共和国公共事务部部长。
- 1966年7月-1971年5月，乌兹别克苏维埃社会主义共和国部长会议副主席。
- 1971年5月3日于塔什干逝世，享年62岁。葬于察合台公墓。

米尔扎艾哈迈多夫是苏共19-21大代表；第2-5届苏联最高苏维埃民族院代表；第2-3,5-7届乌兹别克苏维埃社会主义共和国最高苏维埃代表。

## 荣誉
- 三次列宁勋章
- 两次劳动红旗勋章
- 一级卫国战争勋章